# 金剛院 (さいたま市北区)
金剛院（こんごういん）は、埼玉県さいたま市北区にある真言宗智山派の寺院。なお、当寺の約2キロメートル北東の同市同区宮原町に寺号が類似する金剛寺がある。そちらの寺も真言宗智山派である。

## 歴史
創建年代は不明であるが、当寺公式サイトによれば、南北朝時代以前の開山としている。さいたま市の文化財に指定されている「木造宝冠釈迦如来坐像」は南北朝時代の作とされている。
元々は川越に位置していたが、後に現在地に移転している。川越時代の寺領は4石であったが、移転後の寺領は10石4斗に加増された。
江戸時代は多くの末寺を擁していたが、明治の廃仏毀釈で多くの末寺は廃寺となっている。

## 文化財
- 金剛院木造宝冠釈迦如来坐像（さいたま市指定有形文化財 昭和50年2月7日指定）[3]

## 交通アクセス
- 日進駅より徒歩11分。